# Al-Wahat
Al-Wahat (arab. الواحات, Al-Wāhhāt – gmina w Libii ze stolicą w Dżalu.
Liczba mieszkańców – 22 tys.
Kod gminy – LY-WA (ISO 3166-2).
Al-Wahat graniczy z gminami:
- Al-Butnan – wschód
- Al-Kufra – południe
- Adżdabija – zachód
- Al-Hizam al-Achdar – północny zachód
- Al-Mardż – północ
- Al-Dżabal al-Achdar – północ
- Al-Kubba – północny wschód